# Colombe Pelletier
Colombe Pelletier (* 12. Mai 1923 in Montreal; † 11. April 2021 in Montreal) war eine kanadische Pianistin und Klavierbegleiterin.

## Leben
Pelletier studierte an der Universität Montreal Klavier bei Antonio Létourneau und Musiktheorie bei Eugène Lapierre. An der École normale de musique de Paris setzte sie ihre Ausbildung bei Jules Gentil und Alfred Cortot fort. Bei einer Tournee für die Jeunesses musicales du Canada (JMC) durch Kanada gab sie 1952–53 fünfunddreißig Konzerte mit Marthe Létourneau und Jean-Paul Jeannotte. Am Mozarteum in Salzburg studierte sie 1956 Liedinterpretation Ernst Reichart.
Zwischen den 1950er und 1970er Jahren begleitete sie bei Recitaltouren für die JMC Musiker wie Ginette Martenot und Eugene Kash, Gaston Germain, Guy Fallot, Andrzej Grabiec, Bruno Laplante und Anna Chornodolska, Bernard Jean und Adele Armin und wirkte u. a. an der Aufführung von Jean Vallerands Le Magicien und Claude Debussys L’Enfant prodigue (1961–62), Roberto Hazons L’Amante Cubista (1967–68) und Gioachino Rossinis Il barbiere di Siviglia (1976–77) mit.
In Konzerten, im Radio und Fernsehen und bei Auslandstourneen trat Pelletier auch mit kanadischen Musikern wie Colette Boky, Claire Gagnier, Joseph Rouleau, Robert Savoie, André Turp und Richard Verreau auf. Mit Turp nahm sie Jean-Paul Jeannottes Propos intimes (vier Lieder nach Gedichten von Éloi de Grandmont) auf. Von 1962 bis 1967 war sie offizielle Klavierbegleiterin beim nationalen Wettbewerb der JMC. 1963 war sie Prüferin bei den Examina der École normale de musique de Paris.